# Celaena morio
Celaena morio är en fjärilsart som beskrevs av Eduard Friedrich Eversmann 1842. Celaena morio ingår i släktet Celaena och familjen nattflyn. Inga underarter finns listade i Catalogue of Life.